# Haßloch (Nadrenia-Palatynat)
Haßloch – gmina bezzwiązkowa (niem. verbandsfreie Gemeinde) w Niemczech, w kraju związkowym Nadrenia-Palatynat, w powiecie Bad Dürkheim. Liczy 20 441 mieszkańców (31 grudnia 2009).

## Współpraca
Miejscowości partnerskie:
- Gebesee, Turyngia
- Silifke, Turcja
- Viroflay, Francja
- Wołczyn, Polska